# 聯邦監獄局
聯邦監獄局（Federal Bureau of Prisons，BOP）是美国司法部下属的一个联邦执法机构，负责看护、羁押和控制監獄內被關押的囚犯。1930年5月14日，美国国会批准設立美國聯邦監獄管理局。